# Zbigniew Skowron
Zbigniew Skowron (ur. 1950) – polski muzykolog, emerytowany profesor zwyczajny Uniwersytetu Warszawskiego, tłumacz, badacz biografii i epistolografii Fryderyka Chopina i twórczości Witolda Lutosławskiego.
Doktoryzował się w 1986 na podstawie rozprawy Dzieło, twórczość, percepcja – w refleksji wybranych przedstawicieli awangardy muzycznej drugiej połowy XX wieku, a habilitował w 1994 na podstawie rozprawy Geneza i rozwój nowej muzyki w Stanach Zjednoczonych. Prócz ścieżki muzykologicznej zdobył magisterium filologii polskiej (pod kierunkiem prof. Andrzeja Lama) oraz teorii muzyki przy Akademii Muzycznej im. Fryderyka Chopina w Warszawie (pod kierunkiem prof. Włodzimierza Kotońskiego). W 2001 został redaktorem naczelnym „Przeglądu Muzykologicznego” – rocznika Instytutu Muzykologii UW (ostatni zeszyt nr 10 wydany został w 2015). W latach 2016–2020 był dyrektorem Instytutu Muzykologii UW.

## Prace naukowe
- Teoria i estetyka awangardy muzycznej drugiej połowy XX wieku (Warszawa 1989, II wyd. 2014),
- Nowa muzyka amerykańska (Kraków 1995, II wyd. 2012),
- Myśl muzyczna Jeana-Jacques’a Rousseau (2010).

Był redaktorem prac zbiorowych:
- Styl i estetyka twórczości Witolda Lutosławskiego (Kraków 2000),
- Lutosławski Studies (Oksford 2001).
- Karol Szymanowski w perspektywie kultury muzycznej przeszłości i teraźniejszości (Kraków 2007).

Wydał edycje krytyczno-źródłowe:
- Witold Lutosławski, Zapiski (Warszawa 2008),
- Lutosławski on Music (Lanham, Maryland 2007),
- Witold Lutosławski, O muzyce. Pisma i wypowiedzi (Gdańsk 2012),
- Korespondencja Fryderyka Chopina (wspólnie z Zofią Helman i Hanną Wróblewską Straus):
  - t. 1, 1816–1831 (Warszawa 2009),
  - t. 2, cz. 1 i 2, 1831–1839 (Warszawa 2017).

## Przekłady
- Enrico Fubini, Historia estetyki muzycznej, (Kraków 1998),
- Jean-Jacques Eigeldinger, Fryderyk Chopin. Szkice do metody gry fortepianowej (Kraków 1995, wyd. II 2010),
- Jean-Jacques Eigeldinger, Chopin w oczach swoich uczniów (Kraków 2000, wyd. II 2010),
- William G. Atwood, Paryskie światy Fryderyka Chopina (Kraków 2005),
- Carl Dahlhaus, Estetyka muzyki (Warszawa 2007),
- Carl Dahlhaus, Podstawy historii muzyki (Warszawa 2010),
- Marie-Paule Rambeau, Chopin w życiu i twórczości George Sand (Kraków 2009),
- George Sand, Historia mojego życia, 5 t. (Warszawa 2015).